# Iwan Alexandrowitsch Balandin
Iwan Alexandrowitsch Balandin (russisch Иван Александрович Баландин; * 26. August 1988 in Nowoasowsk, Ukrainische SSR) ist ein ukrainisch-russischer Ruderer.

## Karriere
Balandin begann 2002 mit dem Rudersport und nahm als Jugendlicher zweimal an den Junioren-Weltmeisterschaften für die Ukraine teil. 2005 schied er mit dem Achter im Hoffnungslauf aus, 2006 erreichte er im Vierer-mit das Finale und belegte Platz 5. Danach ging er viermal bei den U23-Weltmeisterschaften an den Start, konnte aber nur 2008 im Vierer-mit das Finale erreichen und dabei eine Silbermedaille gewinnen.
Ab 2008 wurde Balandin für die ukrainische Nationalmannschaft auch in der offenen Altersklasse eingesetzt. Bei den Europameisterschaften von Athen belegte er Platz 8 im Achter, im Folgejahr bei den Weltmeisterschaften in Posen Platz 7 im Zweier-mit.
Mit dem altersbedingten Verlassen der U23-Nachwuchsklasse wechselte Balandin zur russischen Rudernationalmannschaft und konnte 2012 erstmals mit dieser international an den Start gehen. Bei den Europameisterschaften schied der russische Achter mit Balandin allerdings im Hoffnungslauf aus. Bei den Weltmeisterschaften 2013 erreichte man bereits das B-Finale, und bei den Europameisterschaften 2014 in Belgrad gewann Balandin mit dem russischen Achter die Silbermedaille hinter dem Deutschland-Achter. Es folgten weitere Finalteilnahmen bei den Weltmeisterschaften 2014 und 2015 sowie eine Bronzemedaille bei den Europameisterschaften 2015.
In der olympischen Saison 2016 wurde Balandin in den bereits für die Olympischen Spiele qualifizierten Vierer ohne Steuermann gesetzt, der bei den Europameisterschaften in Brandenburg den vierten Platz belegte. Kurz vor den Olympischen Spielen wurde Balandin dann aber als Folge der russischen Staatsdopingaffäre vom Weltruderverband disqualifiziert. Sein Name tauchte im sogenannten McLaren-Report, der das vermutete Staatsdoping in Russland untersuchte und am 18. Juli 2016 bestätigte, im Zusammenhang mit manipulierten Dopingtests auf. Der Weltruderverband beschloss Balandins Ausschluss von der olympischen Ruderregatta am 25. Juli 2016 und folgte damit der Empfehlung des Internationalen Olympischen Komitees für den Umgang mit solchen Fällen. Die Sperre wurde vor dem Internationalen Sportgerichtshof (CAS) in einem Eilentscheid Anfang August 2016 bestätigt.
Bei einer Körperhöhe von 2,00 m beträgt Iwan Balandins Wettkampfgewicht rund 92 kg. Sein jüngerer Bruder Nikolai Balandin war von 2006 bis 2013 ebenfalls ein internationaler Ruderer und wechselte mit Iwan von der ukrainischen zur russischen Mannschaft. Bei der Sommer-Universiade 2013 in Kasan gewannen beide gemeinsam mit der russischen Achter-Auswahl die Goldmedaille.